# Loubens (Gironde)
Loubens (gaskognisch: Lobens) ist eine Gemeinde mit 314 Einwohnern (Stand: 1. Januar 2022) im französischen Département Gironde. Sie gehört zum Kanton Le Réolais et Les Bastides im Arrondissement Langon. Die Einwohner werden Loubatons genannt.

## Geografie
Loubens liegt etwa 57 Kilometer südöstlich von Bordeaux. Der Fluss Dropt begrenzt die Gemeinde im Norden, hier mündet auch sein Zufluss Ségur. Umgeben wird Loubens von den Nachbargemeinden Saint-Martin-de-Lerm im Norden und Nordwesten, Landerrouet-sur-Ségur im Norden, Mesterrieux im Norden und Nordosten, Roquebrune im Osten, Saint-Hilaire-de-la-Noaille im Südosten, Saint-Sève im Süden sowie Bagas im Westen und Südwesten.

## Bevölkerungsentwicklung
| Jahr                       | 1962 | 1968 | 1975 | 1982 | 1990 | 1999 | 2006 | 2017 |
| -------------------------- | ---- | ---- | ---- | ---- | ---- | ---- | ---- | ---- |
| Einwohner                  | 259  | 245  | 209  | 241  | 315  | 311  | 303  | 301  |
| Quellen: Cassini und INSEE |      |      |      |      |      |      |      |      |

## Sehenswürdigkeiten
- Kirche Saint-Vincent aus dem 12. Jahrhundert, Umbauten aus dem 15. Jahrhundert, Monument historique seit 1987
- Burg Lavison aus dem 13. Jahrhundert, Umbauten aus dem 16. und 17. Jahrhundert, Monument historique seit 1987
- Wehrmühle am Dropt aus dem 14. Jahrhundert, seit 2000 Monument historique

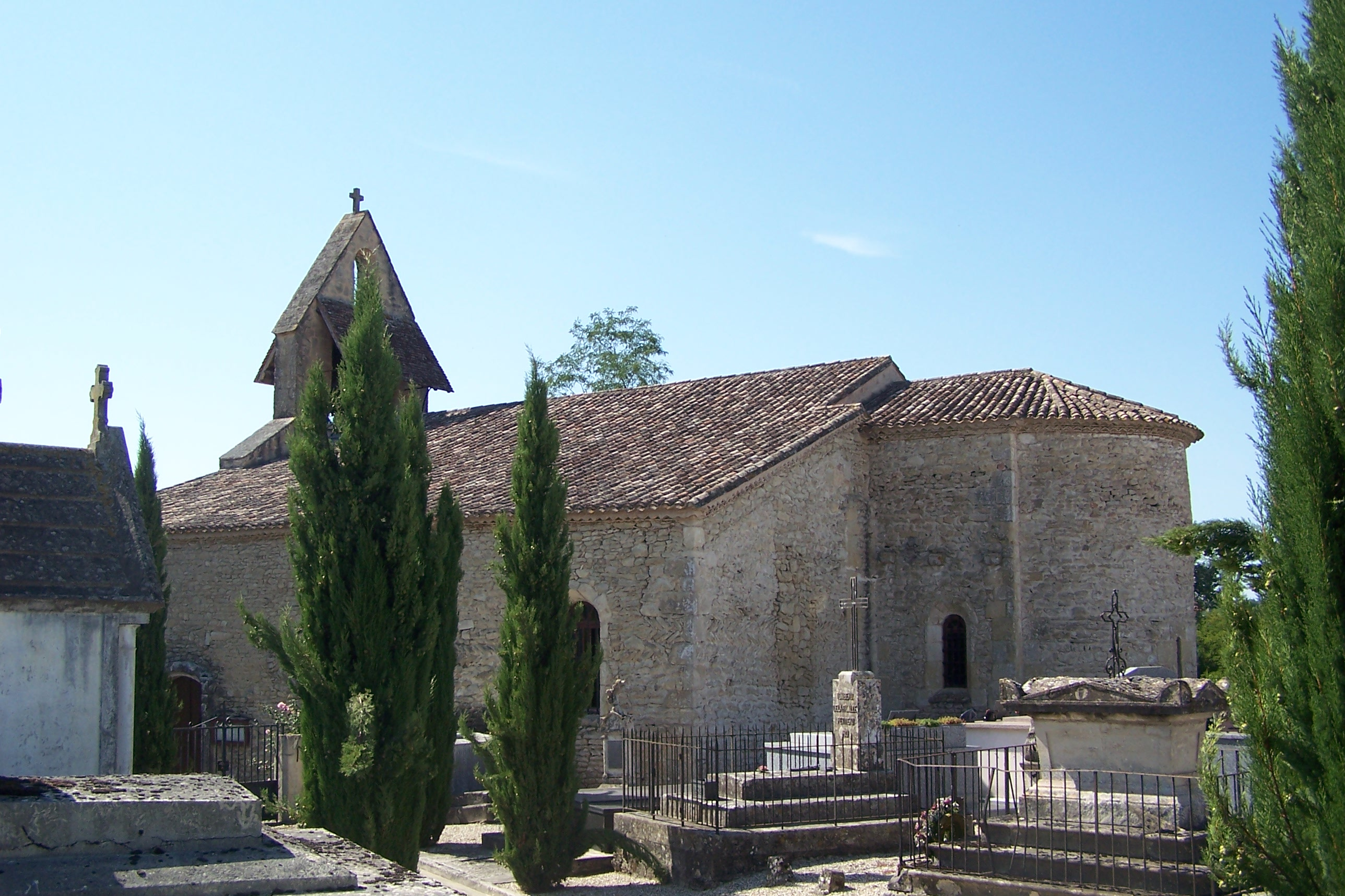
Kirche Saint-Vincent
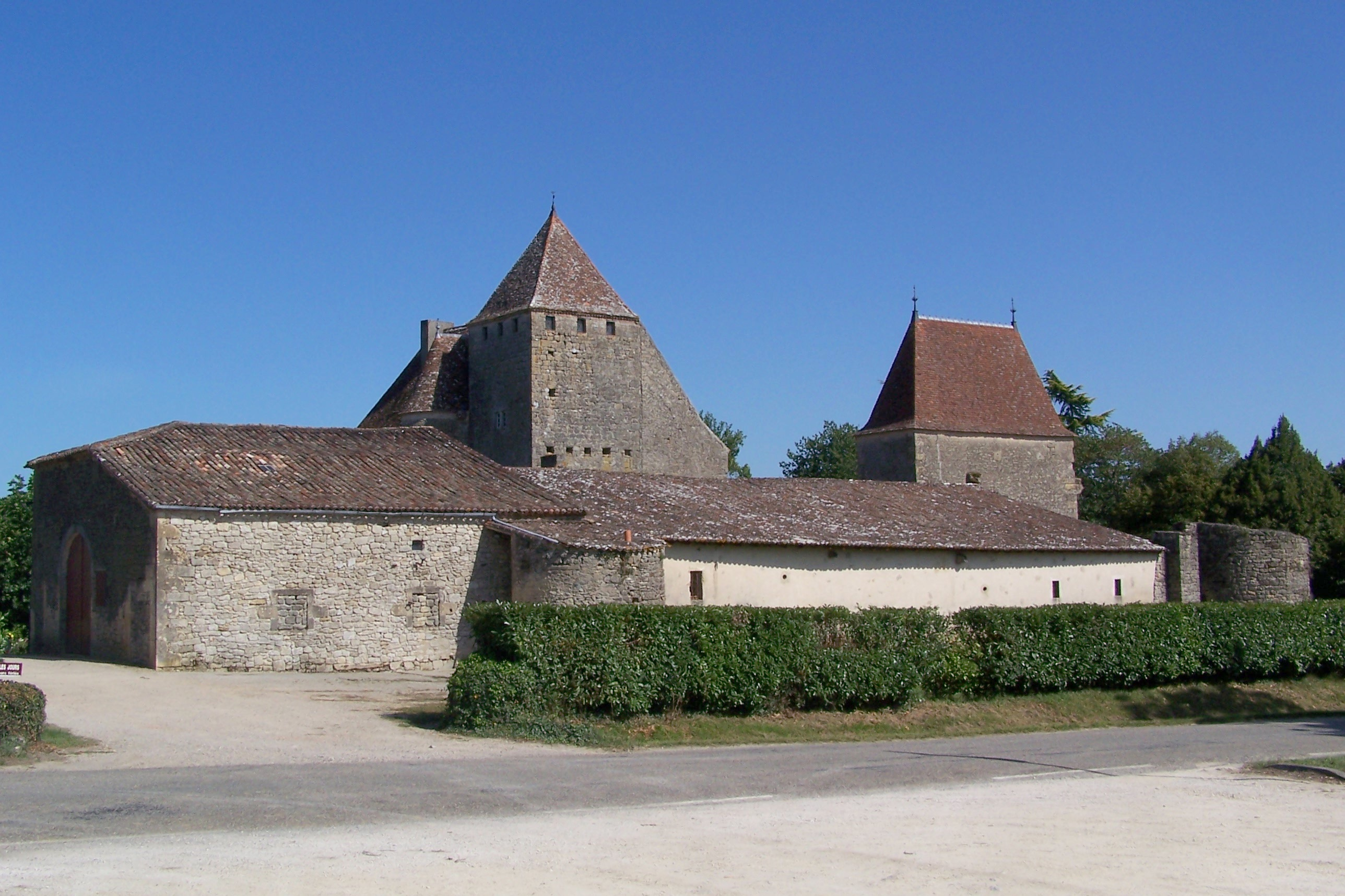
Burg Lavison
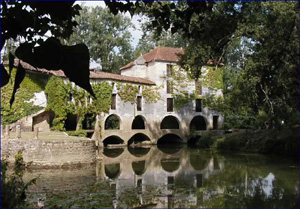
Mühle am Dropt